# 象腳 (車諾比)

由阿爾圖爾·科爾涅耶夫（Artur Korneyev）在1996年拍下的象腳

51°23′21″N 30°05′54″E / 51.3892°N 30.09833°E
「象腳」（英語：Elephant's Foot，羅馬化：Slonova noha）是給予在1986年4月的車諾比核災期間，於烏克蘭普里皮亞季附近的車諾比核電廠地底下形成的大質量高放射性堆芯熔融物的綽號。它的確切位置為在四號反應堆殘骸附近的維修走廊內，並於1986年4月遭人發現。儘管其極高的放射性已因衰變而隨著時間的推移降低，但還是非常危險，因此象腳目前仍存且未被移除。

## 起源
象腳是一團黑色的多層堆芯熔融物，皺巴巴、像樹皮和玻璃一樣的表面容易讓人聯想大象的腳，因而得名。它在1986年4月的車諾比核災期間生成，並在同年12月被人發現。象腳是車諾比核電廠四號反應堆下方更大質量物質的一小部分，並位於廢棄反應堆東南方15（49英尺）處，距地面6（20英尺）的第217/2室。構成象腳的物質燒穿了至少2（6.6英尺）厚的鋼筋混凝土，然後流過管道和裂縫，沿著走廊到達現在的位置。

## 構造
象腳的主要成分為二氧化矽，還帶有微量的鈾、鈦、鋯、鎂和石墨。儘管解聚過後的矽酸鹽玻璃偶爾會含有鋯石晶粒，但它的質量基本上仍是平均的。這些鋯石顆粒並沒有被拉長，證明結晶的速度正常。當二氧化鈾樹枝石因身處在岩漿的高溫之內而快速生成時，鋯石也在岩漿慢慢冷卻的期間開始結晶。象腳的含鈾粒子雖分佈得不甚均勻，其放射性質量卻分佈得十分均勻。它的密度極大，且不能被安裝在遙控手推車上的鑽頭鑿穿，但AK-47所發射的穿甲彈卻可造成損壞。到了1998年6月，象腳的外層出現龜裂的情況，並開始產生粉塵。23年（2021）後，它的硬度據說已與沙子無異。

## 殺傷性
在象腳形成八個月後被發現時，其周邊的放射性高達約8,000–10,000倫琴，或每小時80–100戈雷，且能夠在五分鐘內發出造成50隻試驗動物全數死亡的致死量輻射（4.5戈雷）。從那時起直到1996年，它的輻射強度已經下降到足以讓新安全圍堵體計劃的副主任阿爾圖爾·科爾涅耶夫（Artur Korneyev）入內調查的程度，他還用自動照相機拍照，由於環境昏暗的關係，還用了閃光燈照亮整個房間。